# Cukrownia w Przeworsku
Cukrownia w Przeworsku – cukrownia wybudowana w 1895 w Przeworsku przez ordynata przeworskiego księcia Andrzeja Lubomirskiego, działała jako Galicyjsko-Bukowińskie Akcyjne Towarzystwo Przemysłu Cukrowniczego w Przeworsku. Budynki cukrowni zostały zburzone w lutym 2008.
Lubomirscy propagowali w okolicy Przeworska uprawę buraków cukrowych. W celu dowozu surowca do cukrowni w latach 1902–1904 zbudowano wąskotorową linię kolejową – Przeworską Kolej Dojazdową.